# Sylwia Pusz
Sylwia Pusz (ur. 18 czerwca 1972 w Poznaniu) – polska polityczka, posłanka na Sejm III i IV kadencji (1997–2005), posłanka do Parlamentu Europejskiego V kadencji (2004).

## Życiorys
Ukończyła studia na Wydziale Prawa i Administracji Uniwersytetu im. Adama Mickiewicza w Poznaniu. W latach 1997–2005 pełniła funkcję posła III i IV kadencji z listy Sojuszu Lewicy Demokratycznej z okręgów poznańskich: nr 35 i nr 39. W 2004 przeszła do Socjaldemokracji Polskiej i z jej ramienia zasiadała od 1 maja do 19 lipca tego samego roku w Parlamencie Europejskim. W 2005 nie została ponownie wybrana do Sejmu.
W latach 1997–1999 kierowała Socjaldemokratyczną Frakcją Młodych, w 1999 została przewodniczącą Sojuszu Młodej Lewicy Demokratycznej. Od 2006 do 2010 zasiadała w sejmiku województwa wielkopolskiego z ramienia koalicji Lewica i Demokraci. Była wiceprzewodniczącą SdPl, kierowała też wielkopolskimi strukturami tej partii. Zajęła się prowadzeniem firmy konsultingowej.
W 2009 była kandydatką do Parlamentu Europejskiego z listy koalicyjnego komitetu Porozumienie dla Przyszłości – CentroLewica w okręgu wielkopolskim. W styczniu 2010 zrezygnowała z partyjnych funkcji i ogłosiła odejście z polityki.

## Wyniki w wyborach ogólnopolskich
| Wybory | Komitet wyborczy | Komitet wyborczy                            | Organ                             | Okręg | Wynik          |
| ------ | ---------------- | ------------------------------------------- | --------------------------------- | ----- | -------------- |
| 1997   |                  | Sojusz Lewicy Demokratycznej                | Sejm III kadencji                 | nr 35 | 9581 (1,90%)   |
| 2001   |                  | Sojusz Lewicy Demokratycznej – Unia Pracy   | Sejm IV kadencji                  | nr 39 | 16 401 (5,11%) |
| 2005   |                  | Socjaldemokracja Polska                     | Sejm V kadencji                   | nr 39 | 11 351 (3,72%) |
| 2009   |                  | Porozumienie dla Przyszłości – CentroLewica | Parlament Europejski VII kadencji | nr 7  | 16 334 (2,58%) |